# ژان گیمپل
ژان گیمپل (۱۰ اکتبر ۱۹۱۸ – ۱۵ ژوئن ۱۹۹۶) مورخ فرانسوی و قرون وسطایی بود.
گیمپل یکی از سه پسر یک پدر فرانسوی، فروشنده آثار هنری رنه گیمپل، و یک مادر انگلیسی، فلورانس، کوچک‌ترین خواهر لرد دووین بود. گیمپل در خانه ای در Bois de Boulogne در خانه ای مجلل بزرگ شد، اگرچه او در فرانسه و بریتانیا تحصیل کرد. او قبل از اینکه خود را به عنوان منتقد مفهوم هنرمند بزرگ معرفی کند، زندگی خود را به عنوان دلال الماس می‌گذراند.
در طول جنگ جهانی دوم، گیمپل در مقاومت فرانسه خدمت کرد، که به خاطر آن نشان کروکس دو گور، مدال مقاومت و لژیون افتخار دریافت کرد.
در سال ۱۹۸۷، گیمپل معاون مؤسس انجمن تاریخ فناوری و علم قرون وسطی، وابسته به بریتانیا AVISTA، و انجمن ویلارد د هانکور شد. گیمپل معتقد بود که اساس توسعه پایدار در کشورهای در حال توسعه باید ماشین‌های قرون وسطایی با فناوری پایین باشد که بتوان با استفاده از صنعتگران و منابع محلی ساخته، نگهداری، تعمیر و جایگزین کرد. او همچنین بنیان‌گذار مدل‌هایی برای توسعه روستایی بود که بخشی از جنبش فناوری مناسب است. گیمپل و همسرش کاترین در سال‌های آخر عمرش یک سالن در لندن داشتند.

## آثار
- انقلاب صنعتی قرون وسطی: (در اصل به زبان فرانسوی با نام La Révolution industrialelle du Moyen Âge، Éditions du Seuil، ۱۹۷۵ منتشر شد؛ منتشر شده به انگلیسی توسط Victor Gollancz، ۱۹۷۶؛ ویرایش دوم Wildwood House، ۱۹۸۸)
- کلیسا سازان (در اصل به زبان فرانسوی با نام Les Bâtisseurs de cathédrales، Éditions du Seuil، ۱۹۵۸ منتشر شد؛ منتشر شده به انگلیسی توسط Grove Press، ۱۹۶۱، ترجمه کارل F. Barnes، جونیور؛ تجدید چاپ، ۱۹۸۳، ترجمه ترزا واو)
- فرقه هنر: علیه هنر و هنرمندان (در ابتدا با عنوان Contre l'art et les artistes، Éditions du Seuil، ۱۹۶۹ منتشر شد؛ به زبان انگلیسی توسط Weidenfeld & Nicolson و توسط Stein & Day، ۱۹۶۹ منتشر شد)
- پایان آینده: دنیای فناوری پیشرفته (در ابتدا با عنوان Fin de l'avenir، Éditions du Seuil، ۱۹۹۲ منتشر شد؛ انتشارات انگلیسی توسط Adamantine Press در سال ۱۹۹۵، ترجمه هلن مک‌فیل)[۲]